# Stenoleptura sandakanus
Stenoleptura sandakanus là một loài bọ cánh cứng trong họ Cerambycidae.